# Local Area Transport
Local Area Transport (LAT) och är ett icke-routingbart nätverksprotokoll utvecklat av DEC för kommunikation mellan terminaler/terminalservrar och bland annat DECs Ultrix, OpenVMS och DEC OSF/1. Den första versionen släpptes i början på 1980-talet. Idag har LAT nästan helt ersatts av bland annat telnet, DECnet set host och rlogin.